# عامل قسمة مع باقي

حاصل القسمة و الباقي كدالة للمقسم ، باستخدام خوارزميات مختلفة

في الحوسبة ،تحسب عملية القسمة مع الباقي modulo أو البقية المتوقعة بعد قسمة رقم على آخر (تسمى معيارية العملية).
ليكن لدينا رقمينa و n ،{\displaystyle a\;modulo\;n} (بشكل مختصر a mod n) هو ما تبقى من القسمة الإقليدية a على n، a هو المقسّم و n هو المقسوم عليه.
على سبيل المثال، قيمة التعبير "{\displaystyle 5\;mod\;2}" هو 1 لأن 5 مقسومة على 2 نتيحة حاصل قسمة 2 والباقي 1، في حين أن "{\displaystyle 9\;mod\;3}" سيتم تقييمها إلى 0 لأن قسمة 9 على 3 لها حاصل قسمة يساوي 3 ويترك ما تبقى من 0؛ لا يوجد شيء للطرح من 9 بعد ضرب 3 ضرب 3. (إن إجراء القسمة باستخدام الآلة الحاسبة لن يُظهر النتيجة المشار إليها هنا بهذه العملية؛ سيتم التعبير عن القسمة على شكل كسر عشري.)
على الرغم من أنه يتم إجراؤه عادةً مع كون كل من a و n عددًا صحيحًا، فإن العديد من أنظمة الحوسبة تسمح بأنواع أخرى من العوامل الرقمية. مجال الأرقام لباقي قسمة عدد صحيح من n هو 0 حتى n − 1 يتضمن.{\displaystyle a\;mod\;1}هو دائما 0؛ a mod 0 غير معرفة وربما أدى في القسمة على صفر خطأ في لغات البرمجة. انظر الحساب المعياري modular الأقدم وما يتعلق به في نظرية الأعداد .
عندما تكون a أو n سالبة، ينهار التعريف البسيط، وتختلف لغات البرمجة في كيفية تعريف هذه القيم.

## التدوين
تحتوي بعض الآلات الحاسبة على زر وظيفة mod()، والعديد من لغات البرمجة لها وظيفة مماثلة، يتم التعبير عنها باسم mod(a, n)، على سبيل المثال. يدعم البعض منهم أيضًا التعبيرات التي تستخدم "%" أو "mod" أو "Mod" كعامل modulo أو عامل القسمة مع الباقي، مثل
a % n
أو
a mod n
أو ما يعادله ، بالنسبة للبيئات التي تفتقر إلى وظيفة mod() (تنتج الاعداد الصحيحة "int" بطبيعتها القيمة المتبقية لـ an)
a - (n * int(a/n))

## روابط خارجية
- Modulorama ، الرسوم المتحركة للتمثيل الدوري لجداول الضرب (شرح باللغة الفرنسية)